# Коссман, Эли Джозеф
Эли Джозеф Коссман (англ. Eli Joseph Cossman; 13 апреля 1918, Питтсбург — 7 декабря 2002, Палм-Спрингс) — американский предприниматель.
Демобилизовавшись из американской армии вскоре после окончания Второй мировой войны, занялся бизнесом. Первой успешной сделкой Коссмана стала продажа в страны Европы стирального порошка, которого там остро не хватало: разместив рекламные объявления в европейских газетах, он получил заказов на 180 000 долларов, благодаря чему получил 30 000 долларов прибыли. Это предприятие стало одним из первых успешных проектов бизнеса по почтовым заказам. Этим видом бизнеса Коссман занимался и в дальнейшем. Свой опыт он обобщил в многократно переиздававшейся  книге с характерно американским названием «Как я заработал два миллиона на торговле по заказам — и ты можешь добиться того же!» (англ. How I Made 2,000,000 in Mail Order-and You Can Too!).